# Prawosławie na Ukrainie

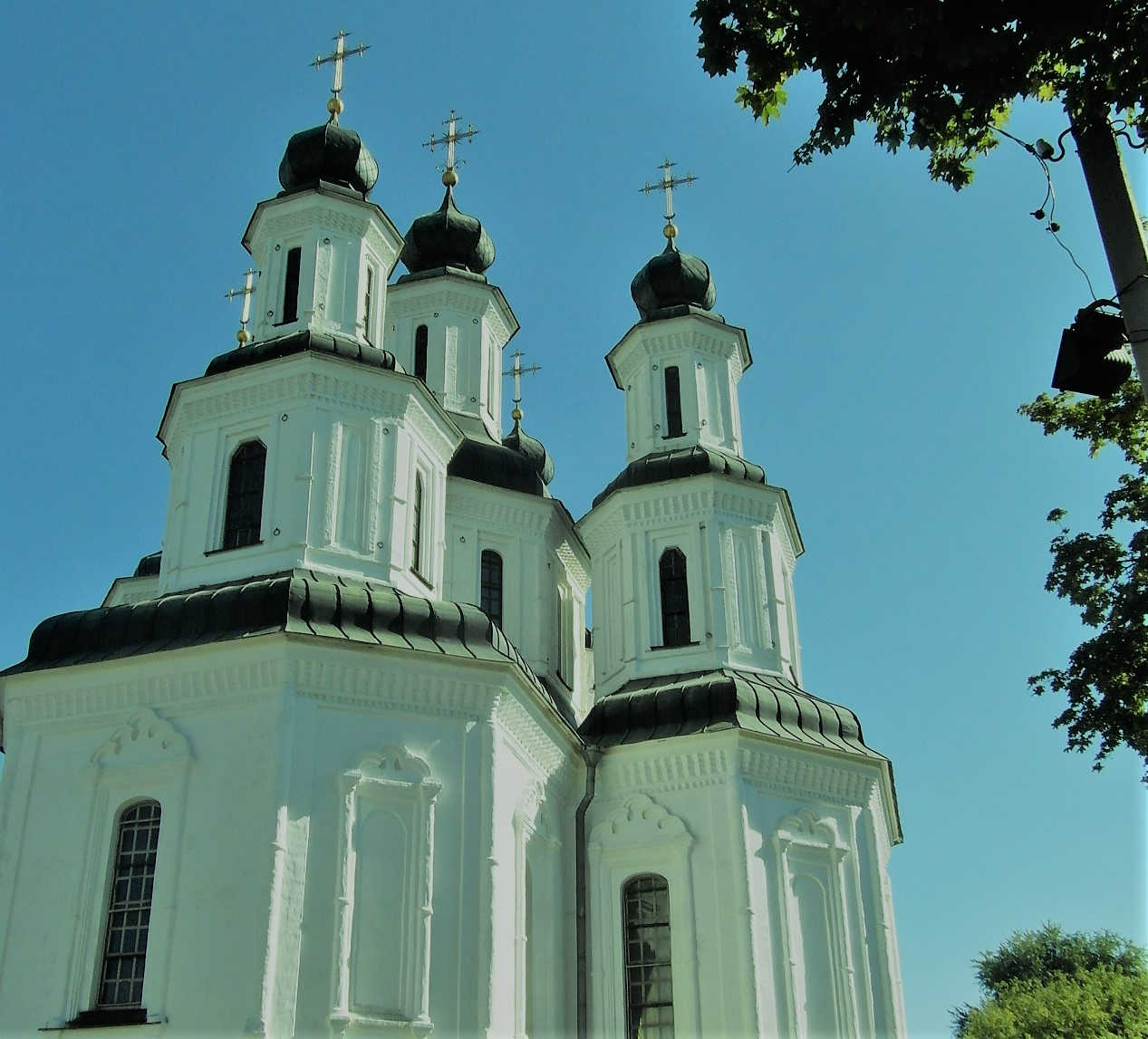
Barok kozacki – cerkiew Przemienienia Pańskiego w Iziumie, wschodnia Ukraina, obwód charkowski

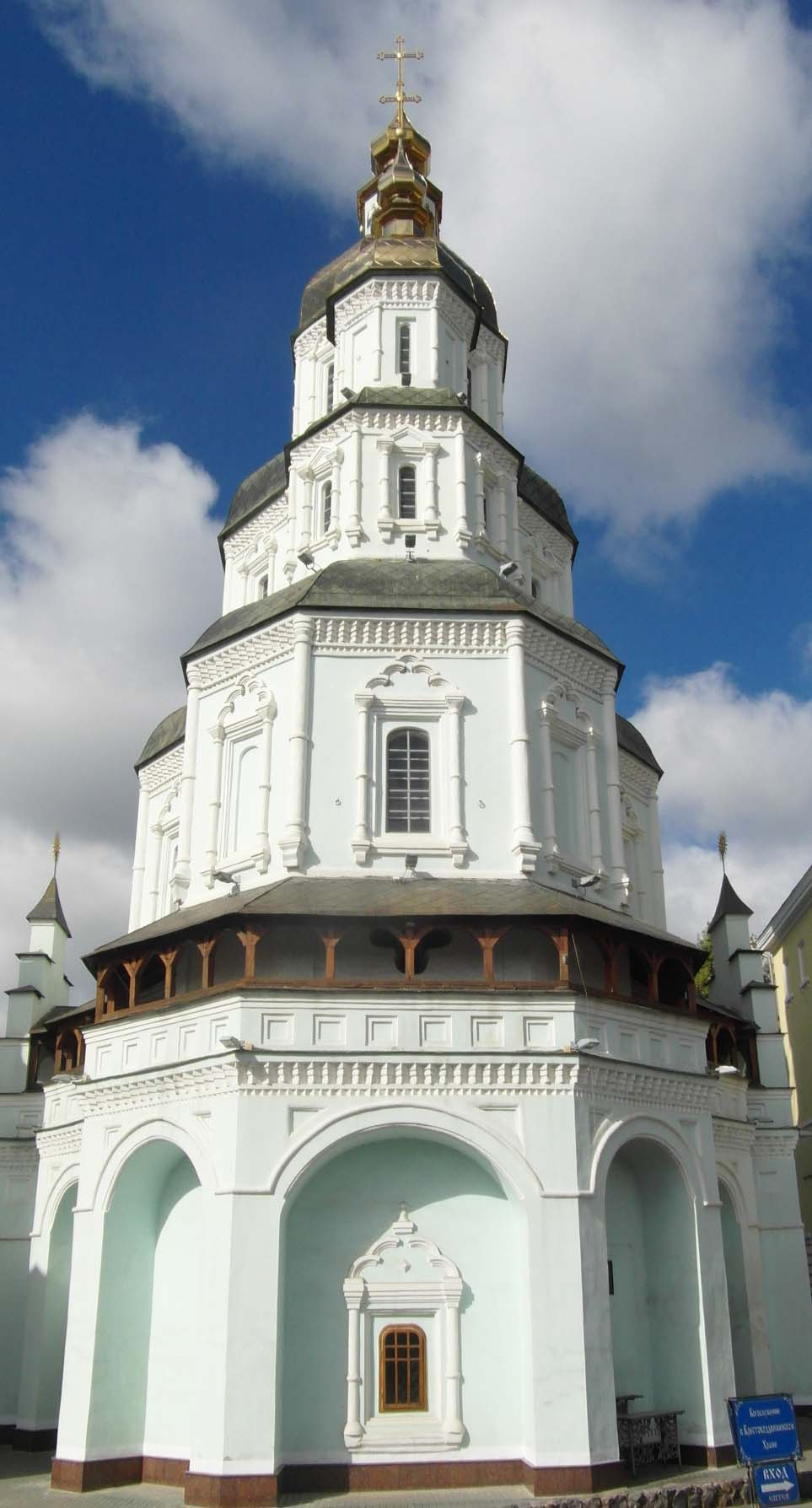
Barok kozacki – sobór Opieki Matki Bożej w Charkowie

Historia prawosławia na Ukrainie ma swój początek w momencie przyjęcia przez Włodzimierza Wielkiego chrztu z Bizancjum. W okresie XVI–XVII wieku prawosławie na obszarze Ukrainy związane jest szczególny sposób z Kozaczyzną i Hetmanatem. W 1686, po traktacie Grzymułtowskiego, prawosławna metropolia kijowska na mocy tomosu patriarchatu Konstantynopola, któremu podlegała do tego czasu, przeszła spod jego zwierzchnictwa, pod kanoniczną jurysdykcję patriarchy Moskwy.
W Ukraińskiej SRR Cerkiew prawosławna, podobnie jak w całym ZSRR, była poddawana prześladowaniom.
Po uzyskaniu przez Ukrainę niepodległości (1991) w strukturach Cerkwi prawosławnej doszło do rozłamu. Ukraiński Kościół Prawosławny Patriarchatu Moskiewskiego kontynuuje działalność jako Cerkiew autonomiczna uznająca zwierzchność Rosyjskiego Kościoła Prawosławnego. Ukraiński Kościół Prawosławny Patriarchatu Kijowskiego oraz Ukraiński Autokefaliczny Kościół Prawosławny funkcjonowały jako podmioty w pełni samodzielne, jednak do jesieni 2018 r. nie były uznawane za kanoniczne przez żaden inny Kościół prawosławny. W związku z utworzeniem Kościoła Prawosławnego Ukrainy (15 grudnia 2018 r.), Ukraiński Kościół Prawosławny Patriarchatu Kijowskiego i Ukraiński Autokefaliczny Kościół Prawosławny uległy rozwiązaniu.
5 stycznia 2019 patriarcha konstantynopolitański Bartłomiej I w soborze św. Jerzego podpisał tomos o statusie autokefalii Kościoła Prawosławnego Ukrainy, który 6 stycznia podczas liturgii w tejże świątyni wręczył metropolicie Epifaniuszowi. Obecnie na terytorium Ukrainy działa autokefaliczny Kościół Prawosławny Ukrainy i Ukraiński Kościół Prawosławny Patriarchatu Moskiewskiego, który według Patriarchatu Konstantynopolitańskiego z chwilą powołania kanonicznego Kościoła Prawosławnego Ukrainy przestał mieć kanoniczne podstawy do działania na terytorium Ukrainy. Z kolei Rosyjski Kościół Prawosławny, Serbski Kościół Prawosławny i Polski Autokefaliczny Kościół Prawosławny oświadczyły, iż nie uznają Kościoła Prawosławnego Ukrainy za cerkiew kanoniczną.

## Historia

### Prawosławie w Rusi Kijowskiej
Za legendarny początek chrześcijaństwa na Ukrainie uważa się obecność apostoła Andrzeja na terenie obecnego Kijowa, co upamiętnia tamtejsza cerkiew św. Andrzeja.
Chrześcijaństwo napływało na tereny Ukrainy od południa i z Bizancjum. Pierwsze ośrodki chrześcijańskie powstały w Chersonezie, jaki był częścią imperium rzymskiego.
Za historyczne początki chrześcijaństwa na Ukrainie można uznać chrzest księżniczki Olgi w Konstantynopolu w 957 roku, od czego zaczęła się powolna chrystianizacja kraju przenikającego z Bizancjum. W 988 chrześcijaństwo przyjął kijowski książę Włodzimierz I, co jest dzisiaj uznawane za datę chrztu Rusi. Kościół kijowski stanowił metropolię w składzie Patriarchatu Konstantynopola i patriarcha ekumeniczny dokonywał konsekracji głowy ruskiego prawosławia. Metropolita rezydował w Kijowie.

### Prawosławie w Wielkim Księstwie Litewskim
Upadek Rusi Kijowskiej w wyniku najazdu mongolskiego zmienił w zasadniczy sposób sytuację prawosławia na terenie ziem ukraińskich. Metropolia kijowska pozostawała okresowo nieobsadzona lub mająca siedzibę poza Kijowem podlegając patriarchatowi w Konstantynopolu. Więzi z Bizancjum osłabły, choć Konstantynopol nadal pełnił rolę symbolu jednoczącego prawosławie.
Dziedzictwo Kijowa, który na dłuższy czas stracił znaczenie, podjęły trzy ośrodki: halicki, litewski i we Włodzimierzu nad Klaźmą.
Kościół Prawosławny na Ukrainie w wieku XVI pozostawał w większości na terenach będących pod panowaniem Wielkiego Księstwa Litewskiego. Choć jego władcy pozostawali poganami aż do końca XIV wieku, kultura ruska i prawosławna wywierał silny wpływ na stosunki w nim panujące.
Ważną rolę odgrywała metropolia halicka (działająca w latach 1302–1347 oraz 1371–1401) następnie przeniesiona do Lwowa.
Istniała też metropolia litewska, mająca przez pewien czas siedzibę w Nowogródku, a następnie w Wilnie, której metropolici tytułowali się m.in. jako kijowscy, haliccy i całej Rusi.
W 1299 metropolita Maksym przeniósł swoją siedzibę do Włodzimierza nad Klaźmą, zatrzymując tytuł metropolity kijowskiego i całej Rusi. W 1448 od kijowskiej metropolii oddzieliła się metropolia moskiewska, która nie podporządkowała się Konstantynopolowi.

### Prawosławie w dawnej Rzeczypospolitej
Wraz z unią lubelską niemal połowa obywateli Korony była wyznania prawosławnego. Intelektualnymi centrami prawosławia była Akademia Mohylańska i Akademia Ostrogska.
Unia brzeska z 1596 r., której celem było połączenie wschodniego i zachodniego chrześcijaństwa, stała się przyczyną napięć między prawosławnymi a katolikami. Do 1632 r. władze Rzeczypospolitej nie uznawały Kościoła prawosławnego i hierarchów prawosławnych poddawano naciskom, aby przeszli do Kościoła greckokatolickiego. Charakterystyczną formą nie tylko religijnego, ale politycznego sprzeciwu prawosławnej społeczności stały się bractwa, często tworzone przez cechy rzemieślnicze. Fundowały one szkoły i otwierały drukarnie.
Na mocy rozejmu andruszowskiego tereny Ukrainy na Wschód od Dniepru (lewobrzeże) zostały oderwane od Rzeczypospolitej, a na mocy umowy z Konstantynopolem z 1686 r. Kościół prawosławny na Ukrainie podporządkowany został Patriarchatowi Moskiewskiemu. Umowa ta pozwalała m.in. na interwencje Katarzyny II w kwestie wyznaniowe w Rzeczypospolitej.

### Prawosławie w Hetmanacie
Prawosławie było wyznaniem Hetmanatu, który powstał w wyniku powstania Chmielnickiego, podnoszącego także obronę prawosławia.
Szczególny okres w sztuce sakralnej, a także życia umysłowego związanego z prawosławiem przypada na okres hetmanatu Iwana Mazepy. W architekturze kościelnej szczególna odmiana stylu barokowego tej epoki nazywa się barokiem kozackim. Istotną rolę odgrywała też literatura polemiczna.

### Prawosławie ukraińskie w cesarstwie rosyjskim
Wraz z likwidacją Hetmanatu i rozbiorami Rzeczypospolitej większość Ukraińskiego Kościoła Prawosławnego Kościoła znalazła się w cesarstwie rosyjskim.
Polityka caratu w sprawach Kościoła prawosławnego służyła m.in. rusyfikacji ziem ukraińskich. W kolejnych latach różnice liturgiczne między metropolią kijowską a innymi eparchiami Rosyjskiego Kościoła Prawosławnego były stopniowo likwidowane, ryt unifikowano według wzorca moskiewskiego. Metropolia kijowska straciła również szczególną autonomię administracyjną.
Wyrazem rusyfikacji był m.in. wprowadzony w XIX w. nakaz budowy cerkwi w stylu moskiewsko-jarosławskim lub neobizantyńskim, co miało ujednolicić prawosławną architekturę kościelną w całym imperium.

### Prawosławie ukraińskie w okresie rewolucji ukraińskiej 1917–1920

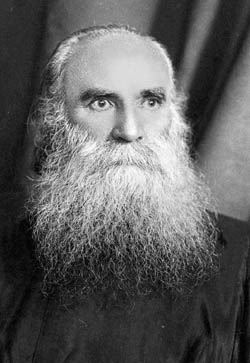
Metropolita Wasyl Łypkiwski, zwierzchnik Ukraińskiego Autokefalicznego Kościoła Prawosławnego w latach 1921–1927, rozstrzelany przez NKWD w 1937

W okresie rewolucji ukraińskiej podejmowano próby usamodzielnienia Cerkwi ukraińskiej. O ile prawosławni biskupi działający na ziemiach ukraińskich byli w większości niechętni takim posunięciom (podobnie jak nie popierali upadku monarchii w Rosji i powstania państwa ukraińskiego), to wśród duchowieństwa parafialnego ruch na rzecz autokefalizacji ukraińskiej Cerkwi był silny. W styczniu 1919 r. autokefalię Ukraińskiego Kościoła Prawosławnego ogłosił Dyrektoriat Ukraińskiej Republiki Ludowej z Symonem Petlurą na czele. W październiku 1921 r. Wszechukraiński Sobór Prawosławny, który odbył się w kijowskim Soborze Mądrości Bożej również ogłosił autokefalię. Metropolitą – wbrew tradycji bez składania ślubów mniszych – został obrany Wasyl Łypkiwski, w poprzednich latach czołowy działacz ruchu narodowego wśród prawosławnego duchowieństwa, tłumacz tekstów liturgicznych na język ukraiński.

### Prawosławie ukraińskie w ZSRR i na emigracji
Początkowo władze radzieckie wspierały niezależność Ukraińskiego Kościoła Prawosławnego. Pod ich wpływem w 1923 r. Rosyjski Kościół Prawosławny zgodził się na dalsze funkcjonowanie Ukraińskiego Autokefalicznego Kościoła Prawosławnego, utrzymując równocześnie w Ukraińskiej SRR swój egzarchat. Z czasem polityka władz radzieckich była coraz bardziej nieprzychylna wobec obydwu tych struktur i religii w ogóle. W styczniu 1930 r. pod przymusem zdecydowano o samorozwiązaniu Ukraińskiego Autokefalicznego Kościoła Prawosławnego. Ostatnie parafie nawiązujące do tradycji autokefalicznej przetrwały do 1936 r. W okresie „wielkiego terroru” były metropolita Wasyl Łypkiwski został 22 października 1937 aresztowany przez NKWD, 20 listopada 1937 skazany na śmierć przez „trójkę” NKWD i 27 listopada rozstrzelany. Podobny los spotkał ostatniego zwierzchnika Cerkwi autokefalicznej Iwana Pawłowskiego. Zmasowane represje dotknęły na Ukrainie również prawosławnych uznających zwierzchność Patriarchatu Moskiewskiego.
Podczas niemieckiej okupacji ziem ukraińskich w latach II wojny światowej struktury UAKP zostają odnowione, ale po wyzwoleniu kraju większość hierarchów opuszcza Ukrainę, udając się głównie do Kanady i Stanów Zjednoczonych. W 1971 r. na czele UAKP stanął metropolita Mścisław, bratanek Symona Petlury.
W 1988 r. dzięki odwilży gorbaczowskiej zaniechano represji wobec Kościoła i antyreligijnej propagandy i umożliwiono przeprowadzenie szeroko zakrojonych obchodów tysiąclecia chrztu Rusi.

## Prawosławie w niepodległej Ukrainie po 1991 r.
Zmiany polityczne przełomu lat 90. XX wieku i uzyskanie przez Ukrainę niepodległości pozwoliło na odnowienie się życia religijnego.
Powstały trzy Kościoły prawosławne:
- Ukraiński Kościół Prawosławny Patriarchatu Moskiewskiego, będący częścią Rosyjskiego Kościoła Prawosławnego
- Ukraiński Kościół Prawosławny Patriarchatu Kijowskiego utworzony w 1992 r. w celu uniezależnienia się od Moskwy[22]
- Ukraiński Autokefaliczny Kościół Prawosławny

W 2018 r. patriarcha ekumeniczny Konstantynopola Bartłomiej I zapowiedział udzielenie Kościołowi Prawosławnemu na Ukrainie autokefalii i ogłosił, iż zwierzchnicy Patriarchatu Kijowskiego oraz Ukraińskiego Autokefalicznego Kościoła Prawosławnego są od tej pory traktowani przez niego jako kanoniczni biskupi. W odpowiedzi Rosyjski Kościół Prawosławny zerwał stosunki kościelne z Konstantynopolem. Autokefalia ukraińska jest w oczach władz Rosji zagrożeniem dla interesów rosyjskich w regionie, jest bowiem kolejnym wyrazem pełnej niezależności Ukrainy od Rosji.
15 grudnia 2018 r. odbył się w Kijowie sobór zjednoczeniowy, na którym utworzono Kościół Prawosławny Ukrainy, w związku z czym Ukraiński Kościół Prawosławny Patriarchatu Kijowskiego i Ukraiński Autokefaliczny Kościół Prawosławny uległy samorozwiązaniu. Status autokefaliczny Kościoła Prawosławnego Ukrainy został nadany tomosem patriarchy Konstantynopola 6 stycznia 2019.

## Literatura
- Hrycak Jarosław, Historia Ukrainy 1772–1999. Narodziny nowoczesnego narodu, Lublin 2000.
- Jakowenko Natalia, Druga strona lustra. Z historii wyobrażeń i idei na Ukrainie XVI–XVII wieku, Warszawa 2002.